# Ptilodexia planifrons
Ptilodexia planifrons là một loài ruồi trong họ Tachinidae.